# Ibrahim al-Mausili und der Teufel

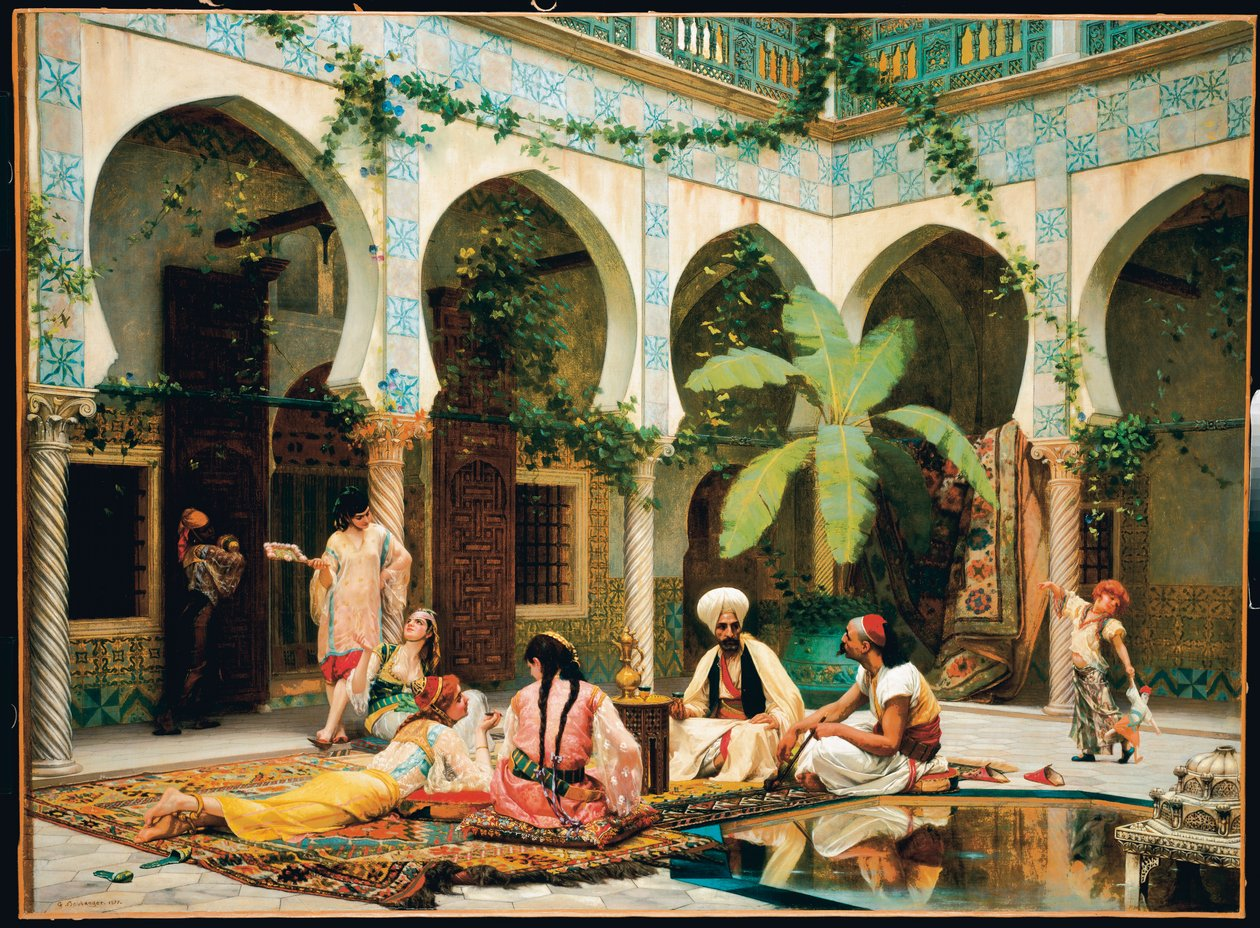
Ibrahim al-Mausili, sein ungebetener Gast und seine Sängersklavinnen. Gemälde von Gustave Boulanger, 1877.

Ibrahim al-Mausili und der Teufel ist eine Erzählung aus den Geschichten aus Tausendundeiner Nacht. Sie wird in der Arabian Nights Encyclopedia als ANE 217 gelistet.
In der Kurzgeschichte begegnet der Musiker Ibrahim al-Mausili (742–804) dem Teufel, der seine Musik- und Dichtkunst inspiriert.

## Handlung
Einst nahm der Musiker Ibrahim al-Mausili einen Tag Auszeit am Hofe des Kalifen Harun al-Raschid und begab sich in sein Haus. Umgeben von den Sklavinnen seines Haushalts saß er in seinem Gemach, als plötzlich ein alter, würdevoll aussehender Mann im Raum erschien. Obgleich al-Mausili nicht besonders erfreut über den Besuch ist, lädt er ihn ein bei ihm zu speisen. Der Alte fragt al-Mausili, ob er singen und auf der Laute spielen würde, was dieser tut. Anschließend beginnt auch der Alte zu singen und Laute zu spielen, wobei seine Kunstfertigkeit und das gesungene tragische Liebeslied al-Mausili begeistern. Der Alte gebot al-Mausili, dass er es seine Sängersklavinnen lehre. Plötzlich verschwand der Alte vor seinen Augen, und nur eine Stimme sprach noch und stellte sich ihm als Abu Murra vor, ein Beiname von Iblis, dem Teufel. Anschließend berichtet al-Mawsili dem erstaunten Kalifen Harun al-Raschid von dem Geschehenem.

## Hintergrund

### Textquelle und Nutzung
Die Geschichte findet sich in den ägyptischen Manuskripten und den frühen arabischen Druckausgaben, mit Ausnahme der Breslauer Ausgabe. Auf die Kalkutta-II-Edition griffen Richard Francis Burton und Enno Littmann für ihre Sammlungen zurück.

### Rezeption
Ähnliche Versionen der Geschichte finden sich in Abū l-Faradsch al-Isfahānīs (gest. 967) Werk Das Buch der Lieder (Kitab al-Aghani), in Murudsch al-dhahab von al-Mas'udi (gest. 956) und al-Nawadschis (gest. 1455) Halbat al-kumayt.

### Interpretation
Die Geschichte thematisiert, ebenso wie die inhaltlich verknüpften Erzählungen Ishaq al-Mausili, die Sklavin und der Teufel (ANE 221) und Die Sklavin Tuhfat al-Qulub (ANE 339), das insbesondere im konservativen Islam verbreitete Narrativ, dass musikalische Inspiration mit dem Teufel verbunden ist.

## Ausgaben
- Richard Francis Burton: Arabian Nights, Burton Club, 1900 (Erstausgabe 1885–1888), Band 7, S. 113–116.
- Enno Littmann: Die Erzählungen aus den tausendundein Nächten, Insel Verlag, Frankfurt 1968 (Erstausgabe 1922–1928), 6 Bände (Kalkutta-II-Edition), Band 4, S. 645–649.